# Mongarlowe River
Der Mongarlowe River ist ein Fluss im Südosten des australischen Bundesstaates New South Wales.

## Verlauf
Er entspringt im südlichen Tafelland von New South Wales im Monga-Nationalpark, rund zehn Kilometer östlich der Kleinstadt Araluen. Von dort fließt er nach Norden, unterquert den Kings Highway und durchfließt die Kleinstadt Mungarlowe. Dann wendet er seinen Lauf nach Nordwesten und mündet bei Charleyong in den Shoalhaven River.